# Hermann Leo Knickenberg
Hermann Leo Knickenberg (* 11. März 1848 in Telgte; † 12. April 1939 in Magdeburg) war ein preußischer Landrat im Landkreis Beckum.

## Leben

### Werdegang

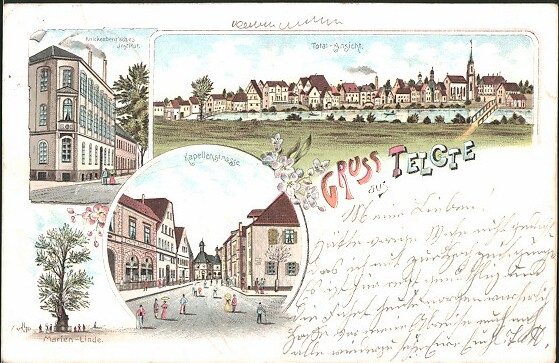
Ansichtskarte von Telgte mit dem väterlichen Knickenberg'schen Institut (links, 1897)

Hermann Leo Knickenberg studierte nach dem Reifezeugnis am Münster an den Universitäten Bonn, Halle und Leipzig Rechtswissenschaft und bestand am 28. Februar 1872 die Prüfung zum Gerichtsreferendar beim Appellationsgericht Naumburg. Während seines Studiums wurde er 1867 Mitglied der Burschenschaft Alemannia Bonn. Am 19. März 1872 wurde er als Gerichtsreferendar beim Appellationsgericht Münster vereidigt. Zuvor hatte er seinen Militärdienst als Einjährig-Freiwilliger im 1. Westfälischen Husaren-Regiment Nr. 8 in Paderborn geleistet und war hier Secondeleutnant. Er nahm 1870/71 am Deutsch-Französischen Krieg teil. 1872 wurde er Gerichtsreferendar beim Appellationsgericht Naumburg und am Appellationsgericht Münster.
Die erfolgreiche Prüfung zum Gerichtsassessor folgte im September 1876.
Bevor er am 1. Oktober 1877 bei der  Generalkommission Münster angestellt wurde, war er bei den Staatsanwaltschaften Dortmund und Hamm beschäftigt. Am 18. Oktober 1877 erhielt er die Ernennungsurkunde zum Regierungsassessor und im April des folgenden Jahres wurde er Spezialkommissar in Neuwied. Zum 1. August 1880 wurde er Spezialkommissar in Lippstadt. Nach vierjähriger Tätigkeit bei der Regierung Danzig wurde er am 20. September 1885 mit der kommunalen Verwaltung des Landratsamtes Beckum beauftragt und am 26. Juli 1886 auf Wunsch des Beckumer Kreistages definitiv zum Landrat des Kreises Beckum ernannt. Am 6. Oktober 1891 wechselte er als Regierungsrat an die Regierung Stralsund und war anschließend bei den Regierungen Magdeburg und Hildesheim, hier zuletzt als Oberregierungsrat, tätig. Nach 1914 trat er in den Ruhestand.
Er war 1887 bis 1890 Mitglied des Provinziallandtags der Provinz Westfalen für den Wahlkreis Beckum. Er vertrat konservative Positionen.

### Familie
Hermann Leo Knickenberg war ein Sohn des Telgter Rektors Joseph Knickenberg (1814–1884) und der Klara geb. Niemann. Joseph Knickenberg hatte 1859 das Knickenberg'sche Institut, eine höhere private Knabenschule mit Internat, am heutigen Knickenbergplatz in Telgte begründet. Der ältere Bruder Franz Knickenberg (1844–1915), seit 1869 an der väterlichen Schule tätig, folgte in deren Leitung nach, ehe er sie 1906 verkaufte.
Knickenberg, der katholischer Konfession war, heiratete 1887 in Minden Franziska Welschof, die Tochter des Amtsgerichtsrats Welschof und der Bernhardine geborene Merschof.

## Ehrungen
- Roter Adlerorden III, Klasse mit Schleife
- Kronenorden III. Klasse
- Landwehrdienstauszeichnung II. Klasse